# جنگنده با آتش ۲
جنگنده با آتش ۲ (به انگلیسی: Fire Fighter II) یک کشتی آتش نشانی است که طول آن ۱۴۰ فوت (۴۳ متر) می‌باشد. این کشتی در سال ۲۰۱۰ ساخته شد.